# アーツカレッジヨコハマ
アーツカレッジヨコハマは、神奈川県横浜市西区にある学校法人情報文化学園が運営する専門学校。

## 沿革
- 1983年 - 神奈川県知事の許可を取得、横浜市港北区に学校法人東海学園により神奈川情報文化専門学校を開校。情報処理科（2年制）、英文情報秘書科（2年制）を設置
- 1991年 - 新校舎完成。横浜市西区に移転
- 1995年 - マルチメディア科（2年制）を新設
- 1997年 - 英文情報秘書科を情報秘書科に改組。情報処理科にネットワークシステムコース、情報ビジネスコースを設置
- 1998年 - 総合マルチメディア科（3年制）を新設。情報処理科をネットワークシステム科（2年制）、情報ビジネス科（2年制）に改組
- 2001年 - 情報ビジネス科、情報秘書科のカリキュラムを改め、情報コーディネータ科（2年制）、総合情報科（2年制）に改組。マルチメディア科をデジタルデザイン科に改組
- 2003年 - ネットワークシステム科を3年制に改組
- 2006年 - デジタルデザイン科をWebクリエーター科に、情報コーディネータ科をITプロフェッショナル科に改組
- 2007年 - 法人名を学校法人東海学園より情報文化学園に、学校名を神奈川情報文化専門学校よりアーツカレッジヨコハマに変更
- 2008年 - 総合マルチメディア科とWebクリエーター科をメディアクリエーター学科に、総合情報科とITプロフェッショナル科を総合ビジネス学科に統合改組。ネットワークシステム科にロボットエンジニアコースを新設し、情報システム工学科に改組
- 2009年 - デザイン学科を新設
- 2010年 - メディアクリエイター学科をゲームクリエイター学科に改組。総合ビジネス学科と情報システム工学科を情報処理学科に統合改組
- 2011年 - 実践研究学科を新設
- 2012年 - 特別留学生コースを新設
- 2014年 - 国際情報ビジネス学科を新設
- 2015年 - ゲームクリエイター学科、デザイン学科、情報処理学科を職業実践専門課程として認可を受ける

歴代理事長•副理事長
1983年4月　理事長　塩田光雄　選任
1987年6月　設立者　中村佑　理事長に選任される
1996年4月　理事　中村孝雄　理事長に選任される
2016年4月　中村麻美　副理事長に就任

歴代校長•副校長•名誉校長
1983年4月　校長　平島進　就任
1996年6月　校長　平島進　名誉校長に就任
1996年6月　副校長　四方智治　校長に就任
2004年1月　理事長　中村孝雄　校長を兼任
2007年4月　有賀悟　校長に就任
2014年4月　四方智治　校長に就任

## 設置学科
- ゲームクリエイター学科（3年制）

　ゲームプログラマーコース、ゲームCGコース
　（かつてはゲームプログラマーコース、ゲームプランナーコース、ゲームキャラグラフィックコース、ゲームサウンド・ムービーPコースだった）
- デザイン学科（2年制）

　キャラクターデザイン・アニメコース、マンガ・イラストコース
　（かつてはキャラクターデザイン・アニメコース、マンガ プロフェッショナルコースだった）
- 情報処理学科（2年制）

　ITエンジニアコース
　（かつてはシステム開発コース、スマホアプリ開発コース、キャリアデザインコース、トータルビジネスコースだった）
- 実践研究学科（1年制）

　マスターコース（ゲーム専攻、デザイン専攻、モバイル専攻、Web専攻）（専門学校・大学・短期大学卒業者を対象）
　エキスパートコース（ゲーム専攻、デザイン専攻、情報処理専攻）（本校のゲームクリエーター学科、デザイン学科、情報処理学科卒業者を対象）

## 交通アクセス
- 横浜駅西口から徒歩15分または相鉄本線平沼橋駅から徒歩11分。
- 横浜駅西口バスターミナルから5･25･202系統バス「浅岡橋」下車徒歩2分。

## 所在地
神奈川県横浜市西区浅間町2-105-8